# Trismegistia delicatula
Trismegistia delicatula är en bladmossart som beskrevs av Brotherus 1928. Trismegistia delicatula ingår i släktet Trismegistia och familjen Sematophyllaceae. Inga underarter finns listade i Catalogue of Life.